# Jerry Lee Lewis (album)
| Recensione | Giudizio |
| ---------- | -------- |
| AllMusic   | [ 1 ]    |

Jerry Lee Lewis è il primo album in studio dell'omonimo cantante-pianista statunitense, pubblicato dalla Sun Records nel giugno del 1958.

## Tracce
Lato A
1. Don't Be Cruel – 2:00 (Elvis Presley, Otis Blackwell) – Registrato nel marzo del 1958 al Sun Studio di Memphis, TN
2. Goodnight Irene – 2:52 (Huddie Ledbetter, John A. Lomax) – Registrato fine 1956 o agli inizi del 1957 al Sun Studio di Memphis, TN
3. Put Me Down – 2:06 (Roland Janes) – Registrato nel marzo del 1958 al Sun Studio di Memphis, TN
4. It All Depends – 2:57 (Billy Mize) – Registrato nel marzo del 1958 al Sun Studio di Memphis, TN
5. Ubangi Stomp – 1:44 (Charles Underwood) – Registrato nell'estate del 1957 al Sun Studio di Memphis, TN
6. Crazy Arms – 2:41 (Charles Seals, Ralph Mooney) – Registrato il 14 novembre del 1956 al Sun Studio di Memphis, TN

Lato B
1. Jambalaya – 1:57 (Hank Williams) – Registrato nel marzo del 1958 al Sun Studio di Memphis, TN
2. Fools like Me – 2:48 (Jack Clement, Murphy Maddux) – Registrato il 20 aprile 1958 al Sun Studio di Memphis, TN
3. High School Confidential – 2:27 (Jerry Lee Lewis, Ron Hargrave) – Registrato il 21-23 aprile 1958 al Sun Studio di Memphis, TN
4. When the Saints Go Marching In – 2:06 (Tradizionale, arrangiamento di Jerry Lee Lewis) – Registrato fine 1956 o agli inizi del 1957 al Sun Studio di Memphis, TN
5. Matchbox – 1:40 (Carl Perkins) – Registrato nell'estate del 1957 al Sun Studio di Memphis, TN
6. It'll Be Me – 2:12 (Jack Clement) – Registrato nel febbraio del 1957 al Sun Studio di Memphis, TN

## Musicisti
Don't Be Cruel / Put Me Down / It All Depends / Jambalaya
- Jerry Lee Lewis - voce, pianoforte
- Sconosciuto - basso
- Sconosciuto - batteria
- Sam Phillips e Jack Clement - produttori

Goodnight Irene / When the Saints Go Marching In
- Jerry Lee Lewis - voce, pianoforte
- Roland Janes - chitarra
- Jay Brown - basso
- James Van Eaton - batteria
- Sam Phillips e Jack Clement - produttori

Ubangi Stomp / Matchbox
- Jerry Lee Lewis - voce, pianoforte
- Roland Janes - chitarra
- Billy Riley - basso
- James Van Eaton - batteria
- Sam Phillips e Jack Clement - produttori

Crazy Arms
- Jerry Lee Lewis - voce, pianoforte
- Roland Janes - chitarra
- James Van Eaton - batteria
- Jack Clement - produttore

Fools Like Me / High School Confidential
- Jerry Lee Lewis - voce, pianoforte
- Roland Janes - chitarra
- Billy Riley - basso
- James Van Eaton - batteria
- Sam Phillips e Jack Clement - produttori

It'll Be Me
- Jerry Lee Lewis - voce, pianoforte
- Roland Janes - chitarra
- James Van Eaton - batteria
- Sam Phillips e Jack Clement - produttori